# TMEM52
TMEM52 (англ. Transmembrane protein 52) – білок, який кодується однойменним геном, розташованим у людей на 1-й хромосомі. Довжина поліпептидного ланцюга білка становить 209 амінокислот, а молекулярна маса — 22 122.
| 10         |  | 20         |  | 30         |  | 40         |  | 50         |
| ---------- |  | ---------- |  | ---------- |  | ---------- |  | ---------- |
| MARGPLAARG |  | LRLLLPLLPL |  | LPLLPLPQVA |  | LGFADGSCDP |  | SDQCPPQARW |
| SSLWHVGLIL |  | LAVLLLLLCG |  | VTAGCVRFCC |  | LRKQAQAQPH |  | LPPARQPCDV |
| AVIPMDSDSP |  | VHSTVTSYSS |  | VQYPLGMRLP |  | LPFGELDLDS |  | MAPPAYSLYT |
| PEPPPSYDEA |  | VKMAKPREEG |  | PALSQKPSPL |  | LGASGLETTP |  | VPQESGPNTQ |
| LPPCSPGAP  |  |            |  |            |  |            |  |            |

A: Аланін

C: Цистеїн

D: Аспарагінова кислота

E: Глутамінова кислота

F: Фенілаланін

G: Гліцин

H: Гістидин

I: Ізолейцин

K: Лізин

L: Лейцин

M: Метіонін

N: Аспарагін

P: Пролін

Q: Глутамін

R: Аргінін

S: Серин

T: Треонін

V: Валін

W: Триптофан

Задіяний у такому біологічному процесі, як альтернативний сплайсинг. 
Локалізований у мембрані.